# 梭牙裸胸鱔
梭牙裸胸鱔，又稱梭牙裸胸鯙，為輻鰭魚綱鰻鱺目鯙亞目鯙科的其中一種，分布於中東太平洋區，包括萊恩群島、夏威夷群島、馬克薩斯群島等海域，棲息深度10-44公尺，體長可達49.7公分，為底棲性魚類，屬肉食性，生活習性不明。

## 擴展閱讀
維基物種上的相關：梭牙裸胸鱔